# Walter Käch
Walter Käch (* 6. Juni 1901 in Ottenbach, Schweiz; † 5. Dezember 1970 in Zürich) war ein Schweizer Grafiker, Schriftkünstler, Lehrer und Autor.

## Leben und Werk
Walter Käch machte eine Lehre als Lithograf;  es folgte eine Ausbildung zum Grafiker an der kunstgewerblichen Abteilung der Gewerbeschule in Zürich, unter anderem bei Ernst Keller. Von 1921 bis 1922 war er Assistent von F. H. Ehmcke an der Kunstgewerbeschule in München. Von 1925 bis 1929 war er Lehrer für grafisches Entwerfen und Holzschnitt und von 1940 bis 1967 unterrichtete er Schriftgestaltung an der Kunstgewerbeschule Zürich. 1925 schuf er ein Plakat für die neue Monatszeitschrift Schweizer Spiegel
Zwischen 1929 und 1940 war Käch als freischaffender Grafiker tätig. In seinem Plakat internationale plakat ausstellung (1933) für das Kunstgewerbemuseum Zürich spielte er auf eine – für die damalige Zeit – ungewöhnlichen Art mit der räumlichen Perspektive auf der Fläche.
Walter Käch begründete in seinen Veröffentlichungen «eine neue Form didaktisch-theoretischer Literatur (…). In Schriften, Lettering, Ecritures schlägt er einen kühnen Bogen zwischen der Konstruktion und Proportion der einzelnen gezeichneten Lettern und dem kalligrafischen Rhythmus; zwischen dem Duktus der mit der Breitfeder gezeichneten Serifenschrift und dem modularen Duktus der Linearschrift. Dieses organische und rationale ‹Bild› der Schrift, das Verhältnis von Form und Gegenform, sollte zum typischen Merkmal der modernen Typografie werden. Es wurde von Walter Kächs zahlreichen Schülern weiterentwickelt.» Zu seinen prominenten Schülern zählen Adrian Frutiger, Emil Ruder und Christof Gassner. In Kächs Unterricht entwickelte Adrian Frutiger 1950 bis 1951 als Studienarbeit einen Entwurf für eine Groteskschrift, aus dem 1957 die Univers entstand.

„Walter Käch hat das Schönste erreicht, was einem Lehrer beschieden sein kann: das Weiterwirken in seinen Werken und durch seine Schüler.“

## Werke (Auswahl)
- Meister Eckhart über Johannes XII. 25: Qui odit animam suam in hoc mundo, in vitam aeternam custodiat eam. [Blockbuch,] gedruckt von 33 Holztafeln, entworfen und geschnitten von Walter Käch. Zürich: [Selbstverlag des Herausgebers] 1926.
- Schriften. Geschriebene und gezeichnete Grundformen. Olten: Walter 1949.
- Rhythmus und Proportion in der Schrift. Olten: Walter 1956.
- Bildzeichen der Katakomben. (Bildband). Olten: Walter, 1965.